# Manuel de Jesús Galván
Manuel de Jesús Galván (n. 13 ianuarie 1834 - d. 13 decembrie 1910) a fost un romancier. om politic și diplomat dominican.
Este cunoscut mai ales pentru romanul său Enriquillo, care descrie lupta de apărare a indigenilor amerindieni împotriva conchistadorilor spanioli.
Prin reconstituirea romantică, dar și realistă a atmosferei din perioada de început a coloniei dominicane, acesta este considerat unul dintre cele mai bune romane sud-americane.